# پول (فیلم)
پول (انگلیسی: Money) فیلم دلهره‌آور و جنایی است که در سال ۲۰۱۶ منتشر شد. از بازیگران آن می‌توان به جیمی بامبر، کلان لاتز، جسی ویلیامز، و جس وایکسلر اشاره کرد.